# Jižní Kivu
Jižní Kivu (Sud-Kivu) je provincie Demokratické republiky Kongo. Nachází se na východě země a hraničí s Rwandou, Burundi a přes jezero Tanganika i s Tanzanií. Provincie má rozlohu 65 070 km², žije v ní okolo 5,7 milionu obyvatel a hlavním městem je Bukavu. Operuje zde řada ozbrojených skupin, zapojených do probíhajícího konfliktu v Kivu.
Funkci guvernéra zastává od roku 2019 Théo Ngwabidje Kasi. Úředními jazyky jsou francouzština a svahilština.

## Geografie
Provincie je pojmenována podle jezera Kivu, patří k ní i ostrov Idjwi. Na území Jižního Kivu se nachází pohoří Mitumba, nejvyšší vrchol má 3 340 metrů nad mořem. V národním parku Kahuzi-Biega žije vzácná gorila východní. Největšími městy jsou Bukavu, Uvira a Baraka. K nerostnému bohatství provincie patří zlato, koltan, cín a metan.

## Historie
Provincie vznikla v roce 1988 rozdělením dosavadní provincie Kivu. Zasáhla ji první válka v Kongu a druhá válka v Kongu, kdy sem váleční uprchlíci z Rwandy přenesli konflikt mezi Hutuy a Tutsii. I po ukončení války zde operují různé ozbrojené skupiny. V roce 2007 vydala velvyslankyně OSN Yakin Ertürk zprávu, podle níž je počet žen znásilněných vojáky v provincii Jižní Kivu vyšší než kdekoli jinde na světě.

## Administrativní členění
Provincie je rozdělena na osm částí:
- Fizi (15 788 km²)
- Idjwi (281 km²)
- Kabare (1 960 km²),
- Kalehe (5 126 km²),
- Mwenga (11 172 km²),
- Shabunda (25 116 km²),
- Uvira (3 148 km²)
- Walungu (1 800 km²)